# Eerste divisie 1996/97 (nacompetitie)/Wedstrijden
Het Nederlandse Eerste divisie voetbal uit het seizoen 1996/97 kende na afloop van de reguliere competitie een nacompetitie. Alleen de kampioen van de Eerste divisie promoveerde rechtstreeks naar de Eredivisie. Behalve de vier periodekampioenen en de twee hoogst geklasseerde clubs zonder periodetitel namen ook de nummers 16 en 17 van de eredivisie hieraan deel. De acht clubs werden verdeeld over twee poules, beide poulewinnaars veroverden een plaats in de Eredivisie.
Winnaars van deze vijfentwintigste editie werden RKC Waalwijk en N.E.C..

## Speelronde 1

### Groep A
|                   |              |                                               |           |                                                                                |
| 4 juni 1997 19:30 | ADO Den Haag | 0 – 2                                         | FC Zwolle | Stadion: Zuiderpark, Den Haag Toeschouwers: 5.585 Scheidsrechter: René Temmink |
| 4 juni 1997 19:30 |              | 38' (pen.) Claus Boekweg 90' Arjan Bosschaart |           | Stadion: Zuiderpark, Den Haag Toeschouwers: 5.585 Scheidsrechter: René Temmink |
| 4 juni 1997 19:30 |              |                                               |           | Stadion: Zuiderpark, Den Haag Toeschouwers: 5.585 Scheidsrechter: René Temmink |
| 4 juni 1997 19:30 |              |                                               |           | Stadion: Zuiderpark, Den Haag Toeschouwers: 5.585 Scheidsrechter: René Temmink |
|                   |              |                                               |           |                                                                                |

|                   |                         |       |       |                                                                                         |
| 4 juni 1997 19:30 | RKC Waalwijk            | 2 – 0 | Emmen | Stadion: Mandemakers Stadion, Waalwijk Toeschouwers: 5.700 Scheidsrechter: Jan Wegereef |
| 4 juni 1997 19:30 | Clyde Wijnhard 32', 83' |       |       | Stadion: Mandemakers Stadion, Waalwijk Toeschouwers: 5.700 Scheidsrechter: Jan Wegereef |
| 4 juni 1997 19:30 |                         |       |       | Stadion: Mandemakers Stadion, Waalwijk Toeschouwers: 5.700 Scheidsrechter: Jan Wegereef |
| 4 juni 1997 19:30 |                         |       |       | Stadion: Mandemakers Stadion, Waalwijk Toeschouwers: 5.700 Scheidsrechter: Jan Wegereef |
|                   |                         |       |       |                                                                                         |

### Groep B
|                   |                                          |       |                        |                                                                                      |
| 4 juni 1997 19:30 | N.E.C.                                   | 2 – 1 | Cambuur Leeuwarden     | Stadion: De Goffert, Nijmegen Toeschouwers: 4.000 Scheidsrechter: Mario van der Ende |
| 4 juni 1997 19:30 | Michel Langerak 43' Luuk Maes 71' (pen.) |       | 45' Marinus Dijkhuizen | Stadion: De Goffert, Nijmegen Toeschouwers: 4.000 Scheidsrechter: Mario van der Ende |
| 4 juni 1997 19:30 |                                          |       |                        | Stadion: De Goffert, Nijmegen Toeschouwers: 4.000 Scheidsrechter: Mario van der Ende |
| 4 juni 1997 19:30 |                                          |       |                        | Stadion: De Goffert, Nijmegen Toeschouwers: 4.000 Scheidsrechter: Mario van der Ende |
|                   |                                          |       |                        |                                                                                      |

|                   |                         |       |                                                 |                                                                      |
| 4 juni 1997 20:00 | VVV                     | 1 – 3 | Go Ahead Eagles                                 | Stadion: De Koel, Venlo Toeschouwers: 3.021 Scheidsrechter: Dick Jol |
| 4 juni 1997 20:00 | Joost Volmer 66' (pen.) |       | 4' Toine Rorije 28' Jan Michels 38' Erik Tammer | Stadion: De Koel, Venlo Toeschouwers: 3.021 Scheidsrechter: Dick Jol |
| 4 juni 1997 20:00 |                         |       |                                                 | Stadion: De Koel, Venlo Toeschouwers: 3.021 Scheidsrechter: Dick Jol |
| 4 juni 1997 20:00 |                         |       |                                                 | Stadion: De Koel, Venlo Toeschouwers: 3.021 Scheidsrechter: Dick Jol |
|                   |                         |       |                                                 |                                                                      |

## Speelronde 2

### Groep A
|                   |                         |       |              |                                                                              |
| 8 juni 1997 14:30 | Emmen                   | 1 – 0 | ADO Den Haag | Stadion: Meerdijk, Emmen Toeschouwers: 4.100 Scheidsrechter: Herman van Dijk |
| 8 juni 1997 14:30 | René Grummel 63' (pen.) |       |              | Stadion: Meerdijk, Emmen Toeschouwers: 4.100 Scheidsrechter: Herman van Dijk |
| 8 juni 1997 14:30 |                         |       |              | Stadion: Meerdijk, Emmen Toeschouwers: 4.100 Scheidsrechter: Herman van Dijk |
| 8 juni 1997 14:30 |                         |       |              | Stadion: Meerdijk, Emmen Toeschouwers: 4.100 Scheidsrechter: Herman van Dijk |
|                   |                         |       |              |                                                                              |

|                   |                  |       |              |                                                                              |
| 7 juni 1997 19:30 | FC Zwolle        | 1 – 0 | RKC Waalwijk | Stadion: Oosterenk, Zwolle Toeschouwers: 5.750 Scheidsrechter: Jef van Vliet |
| 7 juni 1997 19:30 | Sami Ristilä 18' |       |              | Stadion: Oosterenk, Zwolle Toeschouwers: 5.750 Scheidsrechter: Jef van Vliet |
| 7 juni 1997 19:30 |                  |       |              | Stadion: Oosterenk, Zwolle Toeschouwers: 5.750 Scheidsrechter: Jef van Vliet |
| 7 juni 1997 19:30 |                  |       |              | Stadion: Oosterenk, Zwolle Toeschouwers: 5.750 Scheidsrechter: Jef van Vliet |
|                   |                  |       |              |                                                                              |

### Groep B
|                   |                                                       |       |                        |                                                                                       |
| 7 juni 1997 19:30 | Cambuur Leeuwarden                                    | 3 – 2 | VVV                    | Stadion: Cambuurstadion, Leeuwarden Toeschouwers: 5.000 Scheidsrechter: Roelof Luinge |
| 7 juni 1997 19:30 | Arno Arts 35' (pen.) Bram Marbus 49' Peter de Roo 64' |       | 75', 86' Michael Evans | Stadion: Cambuurstadion, Leeuwarden Toeschouwers: 5.000 Scheidsrechter: Roelof Luinge |
| 7 juni 1997 19:30 |                                                       |       |                        | Stadion: Cambuurstadion, Leeuwarden Toeschouwers: 5.000 Scheidsrechter: Roelof Luinge |
| 7 juni 1997 19:30 |                                                       |       |                        | Stadion: Cambuurstadion, Leeuwarden Toeschouwers: 5.000 Scheidsrechter: Roelof Luinge |
|                   |                                                       |       |                        |                                                                                       |

|                   |                                   |       |                     |                                                                                        |
| 7 juni 1997 19:30 | Go Ahead Eagles                   | 2 – 1 | N.E.C.              | Stadion: De Adelaarshorst, Deventer Toeschouwers: 5.000 Scheidsrechter: Jaap Uilenberg |
| 7 juni 1997 19:30 | Victor Sikora 12' Jan Michels 81' |       | 58' Michel Langerak | Stadion: De Adelaarshorst, Deventer Toeschouwers: 5.000 Scheidsrechter: Jaap Uilenberg |
| 7 juni 1997 19:30 |                                   |       |                     | Stadion: De Adelaarshorst, Deventer Toeschouwers: 5.000 Scheidsrechter: Jaap Uilenberg |
| 7 juni 1997 19:30 |                                   |       |                     | Stadion: De Adelaarshorst, Deventer Toeschouwers: 5.000 Scheidsrechter: Jaap Uilenberg |
|                   |                                   |       |                     |                                                                                        |

## Speelronde 3

### Groep A
|                    |                           |       |                                           |                                                                                 |
| 11 juni 1997 19:30 | ADO Den Haag              | 1 – 2 | RKC Waalwijk                              | Stadion: Zuiderpark, Den Haag Toeschouwers: 4.685 Scheidsrechter: Roelof Luinge |
| 11 juni 1997 19:30 | Dennis Iliohan 57' (pen.) |       | 3' (pen.) Hans van Arum 15' Marcel Brands | Stadion: Zuiderpark, Den Haag Toeschouwers: 4.685 Scheidsrechter: Roelof Luinge |
| 11 juni 1997 19:30 |                           |       |                                           | Stadion: Zuiderpark, Den Haag Toeschouwers: 4.685 Scheidsrechter: Roelof Luinge |
| 11 juni 1997 19:30 |                           |       |                                           | Stadion: Zuiderpark, Den Haag Toeschouwers: 4.685 Scheidsrechter: Roelof Luinge |
|                    |                           |       |                                           |                                                                                 |

|                    |                            |       |                    |                                                                       |
| 11 juni 1997 19:30 | Emmen                      | 2 – 1 | FC Zwolle          | Stadion: Meerdijk, Emmen Toeschouwers: 4.356 Scheidsrechter: Dick Jol |
| 11 juni 1997 19:30 | Michel van Oostrum 5', 18' |       | 43' Elroy Kromheer | Stadion: Meerdijk, Emmen Toeschouwers: 4.356 Scheidsrechter: Dick Jol |
| 11 juni 1997 19:30 |                            |       |                    | Stadion: Meerdijk, Emmen Toeschouwers: 4.356 Scheidsrechter: Dick Jol |
| 11 juni 1997 19:30 |                            |       |                    | Stadion: Meerdijk, Emmen Toeschouwers: 4.356 Scheidsrechter: Dick Jol |
|                    |                            |       |                    |                                                                       |

### Groep B
|                    |                                       |       |                                          |                                                                                       |
| 10 juni 1997 19:30 | Go Ahead Eagles                       | 3 – 2 | Cambuur Leeuwarden                       | Stadion: De Adelaarshorst, Deventer Toeschouwers: 6.500 Scheidsrechter: Hans Reygwart |
| 10 juni 1997 19:30 | Jan Michels 33', 59' Toine Rorije 60' |       | 9' Marcel Keizer 79' Leonard van Utrecht | Stadion: De Adelaarshorst, Deventer Toeschouwers: 6.500 Scheidsrechter: Hans Reygwart |
| 10 juni 1997 19:30 |                                       |       |                                          | Stadion: De Adelaarshorst, Deventer Toeschouwers: 6.500 Scheidsrechter: Hans Reygwart |
| 10 juni 1997 19:30 |                                       |       |                                          | Stadion: De Adelaarshorst, Deventer Toeschouwers: 6.500 Scheidsrechter: Hans Reygwart |
|                    |                                       |       |                                          |                                                                                       |

|                    |                                     |       |                                                        |                                                                           |
| 11 juni 1997 20:00 | VVV                                 | 2 – 3 | N.E.C.                                                 | Stadion: De Koel, Venlo Toeschouwers: 4.500 Scheidsrechter: Jef van Vliet |
| 11 juni 1997 20:00 | Joost Volmer 50' (pen.), 61' (pen.) |       | 13', 17' Michel Langerak 88' (pen.) Emiel van Eijkeren | Stadion: De Koel, Venlo Toeschouwers: 4.500 Scheidsrechter: Jef van Vliet |
| 11 juni 1997 20:00 |                                     |       |                                                        | Stadion: De Koel, Venlo Toeschouwers: 4.500 Scheidsrechter: Jef van Vliet |
| 11 juni 1997 20:00 |                                     |       |                                                        | Stadion: De Koel, Venlo Toeschouwers: 4.500 Scheidsrechter: Jef van Vliet |
|                    |                                     |       |                                                        |                                                                           |

## Speelronde 4

### Groep A
|                    |                                                       |       |              |                                                                                            |
| 15 juni 1997 18:00 | RKC Waalwijk                                          | 4 – 0 | ADO Den Haag | Stadion: Mandemakers Stadion, Waalwijk Toeschouwers: 3.500 Scheidsrechter: Dick van Egmond |
| 15 juni 1997 18:00 | Hans van Arum 25' (pen.), 56', 72' Clyde Wijnhard 32' |       |              | Stadion: Mandemakers Stadion, Waalwijk Toeschouwers: 3.500 Scheidsrechter: Dick van Egmond |
| 15 juni 1997 18:00 |                                                       |       |              | Stadion: Mandemakers Stadion, Waalwijk Toeschouwers: 3.500 Scheidsrechter: Dick van Egmond |
| 15 juni 1997 18:00 |                                                       |       |              | Stadion: Mandemakers Stadion, Waalwijk Toeschouwers: 3.500 Scheidsrechter: Dick van Egmond |
|                    |                                                       |       |              |                                                                                            |

|                    |                     |       |       |                                                                               |
| 14 juni 1997 19:30 | FC Zwolle           | 1 – 0 | Emmen | Stadion: Oosterenk, Zwolle Toeschouwers: 7.250 Scheidsrechter: Jaap Uilenberg |
| 14 juni 1997 19:30 | Marco Roelofsen 57' |       |       | Stadion: Oosterenk, Zwolle Toeschouwers: 7.250 Scheidsrechter: Jaap Uilenberg |
| 14 juni 1997 19:30 |                     |       |       | Stadion: Oosterenk, Zwolle Toeschouwers: 7.250 Scheidsrechter: Jaap Uilenberg |
| 14 juni 1997 19:30 |                     |       |       | Stadion: Oosterenk, Zwolle Toeschouwers: 7.250 Scheidsrechter: Jaap Uilenberg |
|                    |                     |       |       |                                                                               |

### Groep B
|                    |                    |                                                         |                 |                                                                                      |
| 13 juni 1997 19:30 | Cambuur Leeuwarden | 0 – 4                                                   | Go Ahead Eagles | Stadion: Cambuurstadion, Leeuwarden Toeschouwers: 5.000 Scheidsrechter: Jan Wegereef |
| 13 juni 1997 19:30 |                    | 46' Victor Sikora 56', 77' Erik Tammer 61' Toine Rorije |                 | Stadion: Cambuurstadion, Leeuwarden Toeschouwers: 5.000 Scheidsrechter: Jan Wegereef |
| 13 juni 1997 19:30 |                    |                                                         |                 | Stadion: Cambuurstadion, Leeuwarden Toeschouwers: 5.000 Scheidsrechter: Jan Wegereef |
| 13 juni 1997 19:30 |                    |                                                         |                 | Stadion: Cambuurstadion, Leeuwarden Toeschouwers: 5.000 Scheidsrechter: Jan Wegereef |
|                    |                    |                                                         |                 |                                                                                      |

|                    |                                                                                         |       |     |                                                                                   |
| 14 juni 1997 19:30 | N.E.C.                                                                                  | 6 – 0 | VVV | Stadion: De Goffert, Nijmegen Toeschouwers: 4.771 Scheidsrechter: Herman van Dijk |
| 14 juni 1997 19:30 | Juul Ellerman 7', 18', 52' Michel Langerak 25' Emiel van Eijkeren 30' Antti Sumiala 55' |       |     | Stadion: De Goffert, Nijmegen Toeschouwers: 4.771 Scheidsrechter: Herman van Dijk |
| 14 juni 1997 19:30 |                                                                                         |       |     | Stadion: De Goffert, Nijmegen Toeschouwers: 4.771 Scheidsrechter: Herman van Dijk |
| 14 juni 1997 19:30 |                                                                                         |       |     | Stadion: De Goffert, Nijmegen Toeschouwers: 4.771 Scheidsrechter: Herman van Dijk |
|                    |                                                                                         |       |     |                                                                                   |

## Speelronde 5

### Groep A
|                    |                  |       |                        |                                                                               |
| 18 juni 1997 19:30 | ADO Den Haag     | 1 – 1 | Emmen                  | Stadion: Zuiderpark, Den Haag Toeschouwers: 4.280 Scheidsrechter: Ruud Bossen |
| 18 juni 1997 19:30 | John de Jong 64' |       | 14' Michel van Oostrum | Stadion: Zuiderpark, Den Haag Toeschouwers: 4.280 Scheidsrechter: Ruud Bossen |
| 18 juni 1997 19:30 |                  |       |                        | Stadion: Zuiderpark, Den Haag Toeschouwers: 4.280 Scheidsrechter: Ruud Bossen |
| 18 juni 1997 19:30 |                  |       |                        | Stadion: Zuiderpark, Den Haag Toeschouwers: 4.280 Scheidsrechter: Ruud Bossen |
|                    |                  |       |                        |                                                                               |

|                    |                                                                                            |       |           |                                                                                         |
| 18 juni 1997 19:30 | RKC Waalwijk                                                                               | 6 – 0 | FC Zwolle | Stadion: Mandemakers Stadion, Waalwijk Toeschouwers: 7.000 Scheidsrechter: René Temmink |
| 18 juni 1997 19:30 | Alfred Schreuder 45' Hans van Arum 50', 67' Clyde Wijnhard 51', 63' Patrick van Diemen 56' |       |           | Stadion: Mandemakers Stadion, Waalwijk Toeschouwers: 7.000 Scheidsrechter: René Temmink |
| 18 juni 1997 19:30 |                                                                                            |       |           | Stadion: Mandemakers Stadion, Waalwijk Toeschouwers: 7.000 Scheidsrechter: René Temmink |
| 18 juni 1997 19:30 |                                                                                            |       |           | Stadion: Mandemakers Stadion, Waalwijk Toeschouwers: 7.000 Scheidsrechter: René Temmink |
|                    |                                                                                            |       |           |                                                                                         |

### Groep B
|                    |                                                              |       |                 |                                                                             |
| 18 juni 1997 19:30 | N.E.C.                                                       | 3 – 0 | Go Ahead Eagles | Stadion: De Goffert, Nijmegen Toeschouwers: 13.221 Scheidsrechter: Dick Jol |
| 18 juni 1997 19:30 | Antti Sumiala 33' Michel Langerak 47' Emiel van Eijkeren 77' |       |                 | Stadion: De Goffert, Nijmegen Toeschouwers: 13.221 Scheidsrechter: Dick Jol |
| 18 juni 1997 19:30 |                                                              |       |                 | Stadion: De Goffert, Nijmegen Toeschouwers: 13.221 Scheidsrechter: Dick Jol |
| 18 juni 1997 19:30 |                                                              |       |                 | Stadion: De Goffert, Nijmegen Toeschouwers: 13.221 Scheidsrechter: Dick Jol |
|                    |                                                              |       |                 |                                                                             |

|                    |     |                                          |                    |                                                                            |
| 18 juni 1997 20:00 | VVV | 0 – 2                                    | Cambuur Leeuwarden | Stadion: De Koel, Venlo Toeschouwers: 1.135 Scheidsrechter: Harry van Beek |
| 18 juni 1997 20:00 |     | 3' Roy Hendriksen 66' Harry van der Laan |                    | Stadion: De Koel, Venlo Toeschouwers: 1.135 Scheidsrechter: Harry van Beek |
| 18 juni 1997 20:00 |     |                                          |                    | Stadion: De Koel, Venlo Toeschouwers: 1.135 Scheidsrechter: Harry van Beek |
| 18 juni 1997 20:00 |     |                                          |                    | Stadion: De Koel, Venlo Toeschouwers: 1.135 Scheidsrechter: Harry van Beek |
|                    |     |                                          |                    |                                                                            |

## Speelronde 6

### Groep A
|                    |                                                  |       |                                                                                               |                                                                            |
| 22 juni 1997 14:30 | Emmen                                            | 4 – 5 | RKC Waalwijk                                                                                  | Stadion: Meerdijk, Emmen Toeschouwers: 4.100 Scheidsrechter: Jef van Vliet |
| 22 juni 1997 14:30 | Michel van Oostrum 48', 60' Romano Sion 57', 71' |       | 17' Dick Schreuder 35' Patrick van Diemen 42' Hans van Arum 52' Danny Muller 88' John Lammers | Stadion: Meerdijk, Emmen Toeschouwers: 4.100 Scheidsrechter: Jef van Vliet |
| 22 juni 1997 14:30 |                                                  |       |                                                                                               | Stadion: Meerdijk, Emmen Toeschouwers: 4.100 Scheidsrechter: Jef van Vliet |
| 22 juni 1997 14:30 |                                                  |       |                                                                                               | Stadion: Meerdijk, Emmen Toeschouwers: 4.100 Scheidsrechter: Jef van Vliet |
|                    |                                                  |       |                                                                                               |                                                                            |

|                    |               |       |                  |                                                                              |
| 22 juni 1997 14:30 | FC Zwolle     | 1 – 1 | ADO Den Haag     | Stadion: Oosterenk, Zwolle Toeschouwers: 3.750 Scheidsrechter: Ed Helmstrijd |
| 22 juni 1997 14:30 | Jan Bruin 14' |       | 67' John de Jong | Stadion: Oosterenk, Zwolle Toeschouwers: 3.750 Scheidsrechter: Ed Helmstrijd |
| 22 juni 1997 14:30 |               |       |                  | Stadion: Oosterenk, Zwolle Toeschouwers: 3.750 Scheidsrechter: Ed Helmstrijd |
| 22 juni 1997 14:30 |               |       |                  | Stadion: Oosterenk, Zwolle Toeschouwers: 3.750 Scheidsrechter: Ed Helmstrijd |
|                    |               |       |                  |                                                                              |

### Groep B
|                    |                    |                                                              |        |                                                                                       |
| 21 juni 1997 19:30 | Cambuur Leeuwarden | 0 – 4                                                        | N.E.C. | Stadion: Cambuurstadion, Leeuwarden Toeschouwers: 5.000 Scheidsrechter: Roelof Luinge |
| 21 juni 1997 19:30 |                    | 31', 57' Juul Ellerman 78' Antti Sumiala 88' Michel Langerak |        | Stadion: Cambuurstadion, Leeuwarden Toeschouwers: 5.000 Scheidsrechter: Roelof Luinge |
| 21 juni 1997 19:30 |                    |                                                              |        | Stadion: Cambuurstadion, Leeuwarden Toeschouwers: 5.000 Scheidsrechter: Roelof Luinge |
| 21 juni 1997 19:30 |                    |                                                              |        | Stadion: Cambuurstadion, Leeuwarden Toeschouwers: 5.000 Scheidsrechter: Roelof Luinge |
|                    |                    |                                                              |        |                                                                                       |

|                    |                                                                                              |       |                       |                                                                                        |
| 21 juni 1997 19:30 | Go Ahead Eagles                                                                              | 5 – 1 | VVV                   | Stadion: De Adelaarshorst, Deventer Toeschouwers: 8.000 Scheidsrechter: Jaap Uilenberg |
| 21 juni 1997 19:30 | Hendrie Krüzen 25' Erik Tammer 49' (pen.), 66' (pen.) Serghei Cleșcenco 58' Toine Rorije 72' |       | 68' Menno van Appelen | Stadion: De Adelaarshorst, Deventer Toeschouwers: 8.000 Scheidsrechter: Jaap Uilenberg |
| 21 juni 1997 19:30 |                                                                                              |       |                       | Stadion: De Adelaarshorst, Deventer Toeschouwers: 8.000 Scheidsrechter: Jaap Uilenberg |
| 21 juni 1997 19:30 |                                                                                              |       |                       | Stadion: De Adelaarshorst, Deventer Toeschouwers: 8.000 Scheidsrechter: Jaap Uilenberg |
|                    |                                                                                              |       |                       |                                                                                        |

## Voetnoten
ADO Den Haag ·
Cambuur Leeuwarden ·
FC Den Bosch ·
Dordrecht '90 ·
Eindhoven ·
Emmen ·
Excelsior ·
Go Ahead Eagles ·
Haarlem ·
Helmond Sport ·
Heracles '74 ·
MVV ·
RBC ·
Telstar ·
TOP Oss ·
BV Veendam ·
VVV ·
FC Zwolle
Eredivisie

1960 · 1975 · 1987 · 1988
Eerste divisie

1973 · 1974 · 1975 · 1976 · 1977 · 1978 · 1979 · 1980 · 1981 · 1982 · 1983 · 1984 · 1985 · 1986 · 1987 · 1988 · 1989 · 1990 · 1991 · 1992 · 1993 · 1994 · 1995 · 1996 · 1997 · 1998 · 1999 · 2000 · 2001 · 2002 · 2003 · 2004 · 2005

Vanaf 2006 staan alle competities op 1 pagina.

2006 · 2007 · 2008 · 2009 · 2010 · 2011 · 2012 · 2013 · 2014 · 2015 · 2016 · 2017 · 2018 · 2019 · 2020 · 2021 · 2022 · 2023 · 2024